# L-03B
docomo STYLE series L-03B（ドコモスタイルシリーズ エル ぜろさん びー）は、LGエレクトロニクスによって開発された、NTTドコモの第三世代携帯電話（FOMA）端末である。docomo STYLE seriesの端末。

## 概要
- シンプルで上質なデザインが特徴の折りたたみ端末。女性など手が小さな方にも配慮して、持ちやすく使いやすい幅48mmのスリムボディとフラット&スクエアなデザインを採用し、幅広いユーザーに受け入れられ、使用するシーンを選ばない。サブディスプレイ部分にはミラー感覚のシルバーカラーのアクセントをつけ、クールさを演出。 カラーは4色あり、いずれもカラーリングは単色で統一されている。
- シンプルなデザインに通話・メール・カメラ・ワンセグといった基本的な機能を搭載したスタンダードモデルに位置付けられる。端末価格を抑え、幅広いユーザーをターゲットにしたモデルとなる。
- メインカメラは310万画素のCMOSで、人物の顔を検出して魚眼レンズやアニマルマスクなどのユニークな効果をかける「おもしろフェイス撮影」や撮影した写真や動画にそれぞれ11種類のムービースタイルやBGMをつけてスライドショーを簡単に作成し、デジタルフォトフレームとして楽しめる「Muvee Studio」を搭載している。
- HSDPA7.2Mbpsに対応し、海外ではGSM方式でも利用できる。おサイフケータイやGPS、iコンシェルやBluetoothなどには非対応。メニュー画面の表示言語は日本語、英語、韓国語の3カ国語対応のマルチリンガルで、SMSは韓国語を入力して送受信が可能。

| 主な対応サービス                   | 主な対応サービス                                                    | 主な対応サービス                       | 主な対応サービス                                          | 主な対応サービス |
| ---------------------------------- | ------------------------------------------------------------------- | -------------------------------------- | --------------------------------------------------------- | ---------------- |
| タッチパネル                       | FOMAハイスピード7.2Mbps                                             | Bluetooth                              | DCMX／おサイフケータイ                                    |                  |
| iアプリオンライン／地図アプリ      | 直感ゲーム／メガiアプリ                                             | iウィジェット                          | マチキャラ／iコンシェル                                   |                  |
| ホームU／ポケットU                 | GPS／オートGPS／ケータイお探し                                      | デコメール／デコメ絵文字／デコメアニメ | iチャネル                                                 |                  |
| 着もじ                             | テレビ電話／キャラ電                                                | ケータイデータお預かりサービス         | フルブラウザ                                              |                  |
| おまかせロック／バイオ認証         | 外部メモリーへiモードコンテンツ移行／ユーザーデータ一括バックアップ | トルカ                                 | iC通信／iCお引越しサービス                                |                  |
| きせかえツール／ダイレクトメニュー | バーコードリーダ／名刺リーダ                                        | 2in1                                   | エリアメール／ソフトウェアーアップデート自動更新          |                  |
| GSM／3Gローミング（WORLD WING）    | 着うたフル／うた・ホーダイ                                          | Music&Videoチャネル／ビデオクリップ    | デジタルオーディオプレーヤー(AAC)(WMA)(MP4)(SDオーディオ) |                  |

### ワンセグ機能
- 連続視聴時間 約230分
- EPG（プリインストール済み）
- 字幕放送
- 視聴予約

## プリインストールiアプリ
以下のiアプリが購入時に端末にプリインストールされている。
| アプリ名              | 概要 |
| --------------------- | --- |
| 長谷川理恵のレシピ集  | 野菜ソムリエでもある女優・長谷川理恵監修による野菜を美味しく食べるためのレシピ集                                          |
| Mingle Mangle         | 隣り合ったミングル（キャラクター）を入れ替えながら、縦横方向に同じ種類のミングルを3つ以上並べるゲーム                     |
| Sudoku Cafe           | 空いているマスに1～9の数字を入れるゲーム。ただし縦横の各列及び太線で囲まれた3×3のブロックに同じ数字が複数入ってはいけない |
| Gガイド番組表リモコン | テレビ番組表とAVリモコン機能が1つになったアプリ                                                                           |
| モバイルGoogleマップ  | Googleマップのアプリ。地図を表示して地域情報やお店の情報、ユーザー作成コンテンツを簡単に探し出すことができる              |
| 楽オク出品アプリ2     | 楽天オークションにいつでもどこでもカンタンに出品できるアプリ                                                              |
| iアプリバンキング     | モバイルバンキングを簡単に利用するためのアプリ                                                                            |

上記のアプリの他、ドコモマーケットなどから、様々なアプリケーションをダウンロードし利用することが可能となる。